# Allgemeine Zeitschrift für Psychiatrie
Allgemeine Zeitschrift für Psychiatrie und psychisch-gerichtliche Medicin (Journal général de psychiatrie et de médecine psychiatrique et médico-légale), « édité par des psychiatres allemands [...] », est un journal médical allemand publié à partir de 1844.
C'est la première revue médicale allemande consacrée à la psychiatrie.

## Maisons d'édition
La revue est publiée initialement à Berlin par la maison d'édition August Hirschwald (de), puis pendant quelques décennies par la maison d'édition Georg Reimer (de) et plus tard par W. De Gruyter.

## Histoire
Un précurseur de l'Allgemeine Zeitschrift für Psychiatrie était le Zeitschrift für psychische Aerzte (de). Les rédacteurs fondateurs étaient les « psychiatres institutionnels (de) » Heinrich Philipp August Damerow (de) (1798-1866), Carl Friedrich Flemming (de) (1799-1880) et Christian Friedrich Wilhelm Roller (de) (1802-1878). De 1857 à 1905, Heinrich Laehr (de) (1820-1905) est le rédacteur en chef de la revue, également connue à l'époque sous le nom de « Laehrs Zeitschrift » ou « Grüner Heinrichh ».
En 1890, la couverture du magazine renseignait Richard von Krafft-Ebing comme co-éditeur. Jusqu'à la Première Guerre mondiale, le Zeitschrift für Psychiatrie était l'une des publications les plus importantes pour les neurologues. De 1928 à 1944, il a été publié avec le supplément Zeitschrift für psychische Hygiene. Chaque volume comprenait huit numéros. En 1938, la revue change son titre en Allgemeine Zeitschrift für Psychiatrie und ihre Grenzgebiete. La publication a arrêté de paraître en 1949.

## Littérature
- Allgemeine Zeitschrift für Psychiatrie und psychisch-gerichtliche Medicin, publié par les psychiatres d'Allemagne avec Heinrich Laehr comme éditeur responsable, plus tard (avec la collaboration de Berze, Bleuler, Bonhoeffer (de), Fischer et Kleist) par Georg Ilberg, tomes 1-105, Berlin, 1844-1937.